# Karl der Käfer
Karl der Käfer ist ein Protestlied der Musikgruppe Gänsehaut.

## Hintergrund
Der Song behandelt den negativen Umgang der Menschen mit der Natur zu einer Zeit, als das Waldsterben in Deutschland ein aktuelles Thema war. In jener Zeit formierten sich ökologische Gruppen und Initiativen, die sich mit Umweltfragen beschäftigten. In dem Lied wird beschrieben, wie rücksichtslos der Mensch vorgeht, wenn es darum geht, Lebensraum für sich zu schaffen. Dabei muss Karl der Käfer, der zuvor friedlich im Wald gelebt hat, seine Heimat verlassen, da er von Menschen vertrieben wurde, die dann mit Blechkäfern über die Straßen fahren.
Den Text schrieb der Band-Keyboarder Gerald Dellmann, die Musik schrieben Gerald Dellmann und Gitarrist Dieter Roesberg, gesungen hat Wolfgang Hieronymi, produziert wurde der Titel von Thomas Brück. Die Single erschien 1983 auf dem Label Papagayo.

## Rezeption
Am 25. April 1983 erreichte das Lied Platz 23 der deutschen Singlecharts. Es war 17 Wochen lang platziert. Gänsehaut trat mit dem Song am 30. Mai 1983 in der ZDF-Hitparade auf, konnte sich jedoch nicht unter den ersten Drei platzieren. Am 21. Januar 1984 folgte dennoch ein Auftritt in der Sondersendung Die Superhitparade – Hits des Jahres ’83.

## Coverversionen
- 1998 veröffentlichte Rolf Zuckowski auf dem Album Tiere brauchen Freunde die Coverversion der Musikgruppe Die Rinks.
- 2004 veröffentlichte die Punkband Zaunpfahl eine Coverversion des Liedes auf ihrem Album Leben ist.
- 2011 veröffentlichte die Minimal-Electro-Band Welle: Erdball eine Coverversion des Liedes auf ihrem Album Der Kalte Krieg.